# (72694) 2001 FT72
2001 أف تي 72 (ويعرف أيضًا باسم (72694) 2001 أف تي 72 وفق تسمية الكوكب الصغير) (بالإنجليزية: 2001 FT72)‏ هو كويكب ضمن حزام الكويكبات؛ وترتيبه 72694 من حيث الاكتشاف.
اكتُشف هذا الجُرم الفلكي بواسطة بحث لنكولن عن الكويكبات القريبة من الأرض في 19 مارس 2001.

## وصلات خارجية
- (72694) 2001 FT72 في قاعدة بيانات مختبر الدفع النفاث لأجرام النظام الشمسي الصغيرة

- الاكتشاف · مخطط المدار ·  العناصر المدارية · المعلمات المادية

- (72694) 2001 FT72 على موقع ويكي سكاي: DSS2, SDSS, GALEX, IRAS, Hydrogen α, X-Ray, Astrophoto, Sky Map, Articles and images